# Birds of Prey (seriál)
Birds of Prey je americký akční fantastický televizní seriál natočený volně na motivy komiksových příběhů o superhrdinském týmu Birds of Prey vydavatelství DC Comics. Premiérově byl vysílán v letech 2002–2003, kdy v jedné řadě vzniklo celkem 13 dílů. Na DVD byl seriál vydán v roce 2008.

## Příběh
Ve městě New Gotham City, které před několika lety opustil Batman, bojuje proti zločinu dvojice superhrdinek, Oracle a Huntress, jež tak navazují na činnost Netopýřího muže. Přidá se k nim i Dinah Redmond. Této trojici pomáhá detektiv Jesse Reese a komorník Wayneovy rodiny Alfred Pennyworth.

## Obsazení
- Ashley Scott jako Helena Kyle / Huntress
- Dina Meyer jako Barbara Gordon / Oracle
- Rachel Skarsten jako Dinah Redmond (rozená Dinah Lance)
- Shemar Moore jako detektiv Jesse Reese
- Ian Abercrombie jako Alfred Pennyworth
- Mia Sara jako doktorka Harleen Quinzel / Harley Quinn